# Turricula aethiopica
Turricula aethiopica là một loài ốc biển, là động vật thân mềm chân bụng sống ở biển thuộc họ Clavatulidae.